# 新・中学生日記
『新・中学生日記』は、Q.B.B.による漫画作品。キャッチコピーは「一生で一番ダサイ季節」。
『アックス』に「中学生日記」として掲載されていたQ.B.B.の4コマ漫画（単行本全1巻、青林工藝舎、1998年、のち新潮文庫と扶桑社文庫で再版）の続編的作品として、2001年4月1日号から「へぼへぼ中学時代」のタイトルで朝日中学生ウイークリー（のち朝日中高生新聞）上で連載が開始し、2015年3月29日で終了した。単行本は『新・中学生日記』のタイトルで8巻まで刊行されている。
ドラマチックな事件とは無縁の、何の変哲もない中学生たちのダサくて等身大な日常と思考を群像劇形式で描いたギャグ漫画である。初期は読者投稿の体験談を漫画化する形式だったが、のちにオリジナルの内容となった。
NHKのテレビドラマ『中学生日記』との関係はない。

## 主な登場人物

### 男子
ハンザキ
男子の主人公格。糸目。同じパーカーを買ってしまったことでキノジュンを意識するようになる。
イトー
ハンザキの友人。絵が上手く、変な絵を描いて授業中に回しクラスメイトを笑わせている。
ヘーカ
ハンザキの友人。本名は栗原。一人称が「ワシ」で、将来は「犬ジジイ」と近所の子どもに呼ばれたいという夢を語るなど独特の発想の持ち主。
タニシュン
子供っぽい遊びが好きな男子。子猫を拾ったことから西野と仲良くなり、サイトーさんと小競り合いになる。
ヨリラン
コーノリ
タニシュンの友人。よく三人でプロレスごっこをしている。
サイトーさん
「学年最強」と言われる強面の武闘派だが、西野に片思いしている。
ヤス
サイトーさんの舎弟的存在。西野への恋心を打ち明けられて困惑している。
ウッチャン
くだらないことで同級生を笑わせている。
ヨネキン
よくウッチャンにいたずらを仕掛けられる。
ターチャン
性に対して好奇心旺盛で、下ネタを平気で大声で口にする。
カネヤン
ターチャンの友人。恥ずかしがり屋でターチャンの言動に翻弄される。
ヒカル
本名は須藤光。アダ名は「ボーズ」。小柄でおとなしいが、家では内弁慶でいつも親にイライラしている。
イッチャン
ロックが好きでエアギターが得意。腰パンがポリシー。
井上
太っており大食漢。食に対するこだわりが強い。モノマネが上手いなど芸達者。
キンタ
弱々しい男子。弁当にタイヤキを持ってきた伝説がある。
ササボン
本名は佐々信次。坊主頭。唯一の趣味は「水を飲むこと」。
クワハラ選手
文学好きな男子。稲垣足穂を愛読するなど渋い趣味を持つ。

### 女子
キノジュン
女子の主人公格。本名は木下順子。明るい性格で、恋愛に憧れているが冷めるのも早い。
みゆき
キノジュンの友人。メガネ。ハンザキがキノジュンと同じパーカーを着ているのを目撃した。
ソノ
キノジュンの友人。勘が鋭い。
ヨリコ
キノジュンの友人。
西野香
丸顔の女子。桃に頬ずりするなどロマンチストな面がある。サイトーさんの恋心には気がついておらず、「不動明王みたい」と認識している。
ハセ
純情な女子、ハナレに淡い恋心を抱いて日記をつけている。
アキノさん
美人でセンスがあるとクラスメイトから一目置かれている。

### その他
ハナレ
クラス担任の国語教師。本名は小島。独身。アダ名はハゲ頭で前髪が離れ小島のようになっているから。趣味は登山で、山で遭難して救出されニュースになったことがある。

## 単行本
- Q.B.B『中学生日記』全1巻
  - 青林工藝舎、1998年
  - 新潮文庫、2002年
  - 扶桑社文庫、2008年
- Q.B.B『新・中学生日記』青林工藝舎、既刊8巻
  1. 2002年08月31日初版
  2. 2003年01月31日初版
  3. 2003年11月30日初版
  4. 2004年11月30日初版
  5. 2005年12月25日初版
  6. 2006年07月25日初版
  7. 2007年06月30日初版
  8. 2008年07月31日初版